# Francesco Martinengo Colleoni
Francesco Martinengo Colleoni (Scanzorosciate, 1548 – Bergamo, 8 febbraio 1621) è stato un militare e diplomatico italiano.

## Biografia
Francesco nacque a Scanzo, paese d'origine della madre, da una delle più potenti famiglie di Bergamo e Brescia, la famiglia Martinengo Colleoni originata dall'unione delle famiglie Colleoni e Martinengo per volontà del condottiero Bartolomeo Colleoni. Il padre Bartolomeo Martinengo Colleoni era conte di Malpaga e Cavernago e nel 1539 aveva sposato Paola da Ponte. Dal matrimonio erano nati oltre a Francesco, anche i figli Gradilia, Polissena, Bianca e Giovanni Estore. Dopo la morte della moglie nel 1550, Bartolomeo si risposò con Minerva Secco d'Aragona, e da questo matrimonio nacque Gerardo. Il 16 novembre 1558 anche il padre Bartolomeo morì e il giovane Francesco fu educato dal nonno materno Giovanni Pietro da Ponte e dallo zio Luigi Martinengo.
Francesco si sposò nel 1583 con Beatrice Langosco dei conti di Stroppiana. Beatrice aveva sposato in prime nozze il conte Giovanni Francesco Scarampi di Vesme, rimasta vedova,  ebbe poi tre figli dal duca Emanuele Filiberto. Dall'unione matrimoniale con Francesco, sposato in seconde nozze, nacquero sei figli: Gasparo Antonio militare che si unì in matrimonio con Patrizia Avogadro, Caterina che sposò con Enzo Bentivoglio, Delia, madre Matilde monaca del monastero benedettino di Bergamo, Paola, madre Geltrude monaca sempre nel monastero di San Benedetto, Michele Bartolomeo Antonio morto infante, Gherardo (1601-1643) il quale sposò in prime nozze Licinia Leni della famiglia di papa Paolo V, nel 1636 con Margherita Martinengo Cesaresco e nel 1640 in terze nozze Flavia Bonetti pronipote di papa Pio V. La Langosco morta nel 1612 lasciò eredi tutti i suoi figli, obbligandoli ad aggiungere anche lo stemma dei Langosco al loro blasone con testamento del 24 agosto 1605.

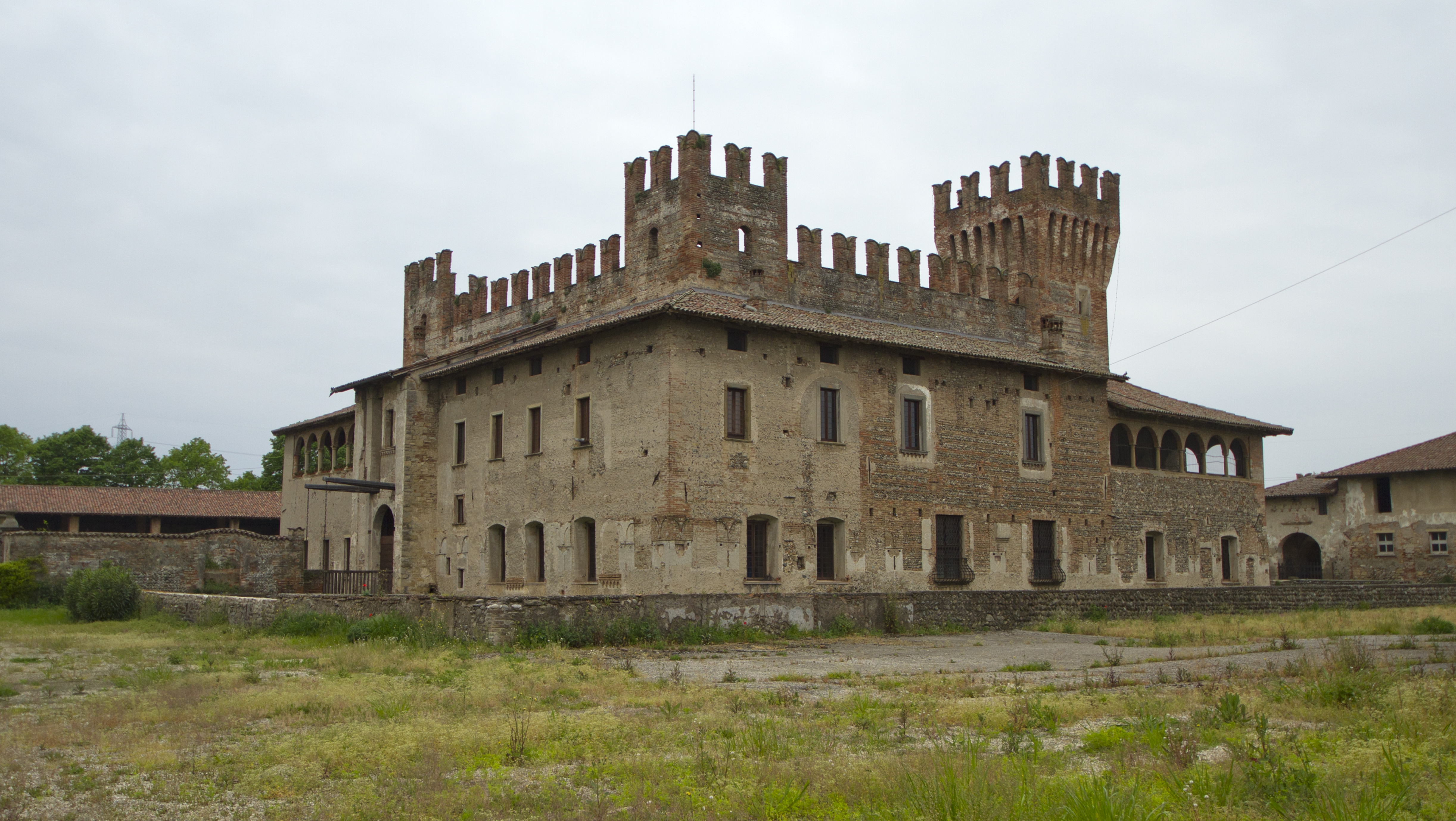
Castello di Malpaga

Oltre alle importanti attività militari Francesco si dedicò anche alla ricostruzione delle sue proprietà immobiliari, incaricando anche per l'edificazione di un nuovo palazzo a Torino, Ascanio Vittozzi nella centralissima piazza Castello. Nel 1597 fece rimodernare il castello di Malpaga e la chiesa di San Marco, dove la moglie dettò nel testamento del 1607 di realizzare un dipinto che fu poi commissionato al pittore Gian Paolo Cavagna. La pala Madonna del Rosario che fu poi dipinta, lo vede raffigurato con la famiglia e conservato nella chiesa di San Giovanni. Si dedicò anche alla bonifica dei territori paludosi per incrementare l'agricoltura con la deviazione di una seriola del lago di Endine. Migliorò anche le funzioni di alcuni mulini diventandone proprietario, nonché di una segheria. Non trascurò anche l'aspetto culturale, fu infatti amico della poetessa Veronica Franco che, alla morte del fratello gli dedicò una poesia.
Non furono sempre facile anche i rapporti tra le famiglie del tempo. In particolare Francesco nel 1570 nacque una diatriba con la famiglia Avogadro a causa del matrimonio del figlio Gaspare con Emilia Avogadro, e quando nel 1619 furono uccidi due fedeli degli Avogadro fu accusato di essere il mandante, erano famosi infatti gli atteggiamenti dei suoi bravi. Quando fu accusato di essere filospagnolo fu processato dai veneziani e condannato all'esilio di cinque anni a Udine e all'arresto si rifugiò nel suo castello di Cavernago ben difeso da torri e fossati facendo desistere chi era incaricato del suo arresto, anzi sfrontatamente con i suoi quaranta soldati amava spostarsi tra i territori di Bergamo e Brescia. Ubbidendo però alla repubblica si presentò a Udine dove rimase fino al 1621.
Francesco fu anche un ottimo giocatore di scacchi, e il noto scacchista Orazio Gianuzio della Mantia nel 1597 gli dedicò la pubblicazione del libro “Libro nel quale si stratta della maniera di Giuocar'à Scacchi”. Nel 1614 acquistò la casa del Carmagnola di Brescia.
Redisse il suo primo testamento il 22 giugno 1619 e un secondo il 24 gennaio 1621. Tra i beneficiari, oltre ai suoi prossimi, indicò alcuni lasciati anche per il suo scalco e il cuoco, morendo dopo pochi giorni a Bergamo l'8 febbraio in via Porta Dipinta.

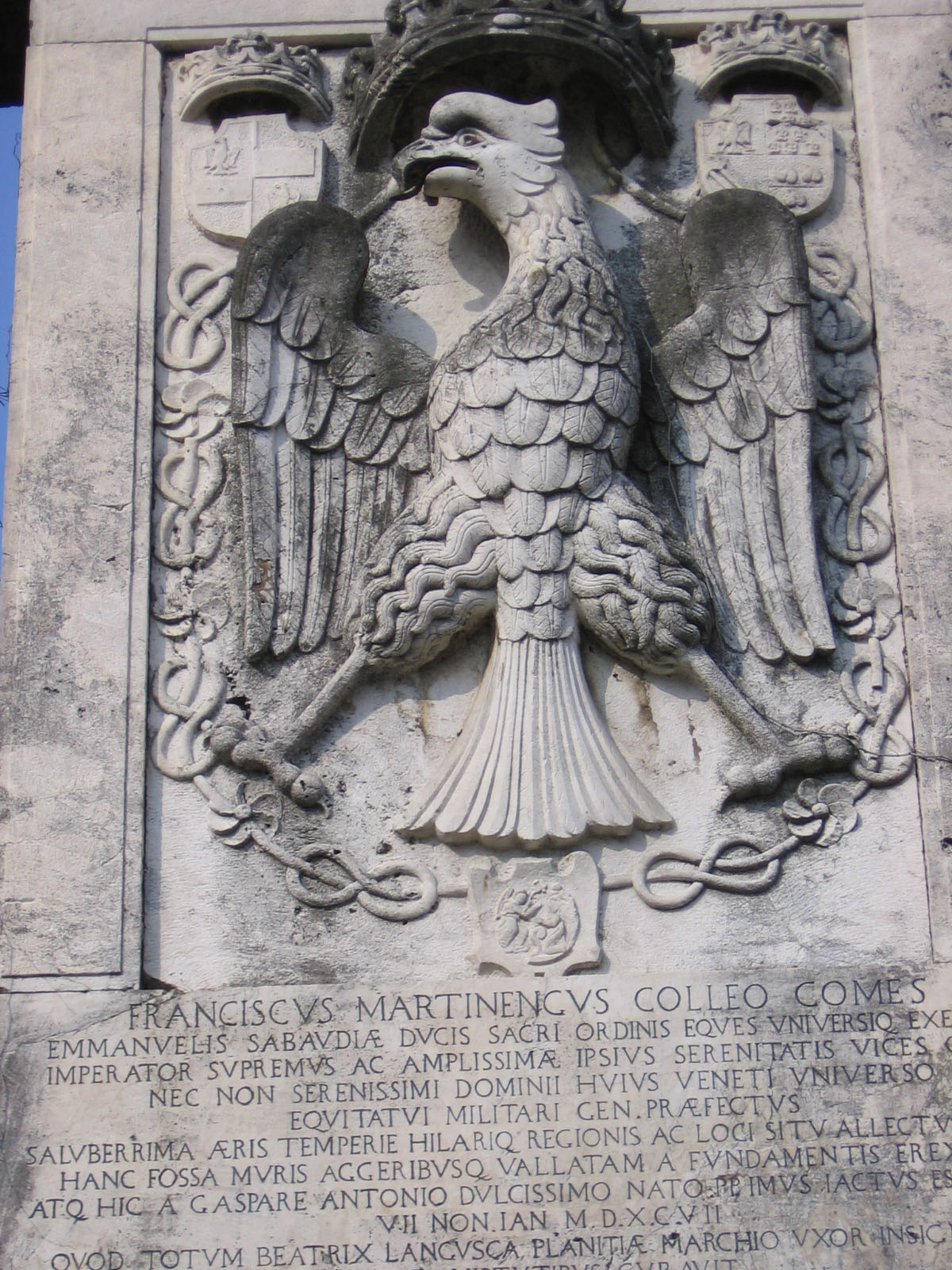
Castello Cavernago dettaglio d'ingresso

### Attività militare
Francesco fin da piccolo fu avviato al mestiere delle armi nelle Fiandre come da tradizione famigliare, essendo pronipote del condottiero Bartolomeo Colleoni. Viene indicato come ottimo militare, attento ai bisogni dei suoi soldati, si curava, infatti, delle loro necessità, per questo pare che fosse molto amato. Nel 1565, a servizio della Repubblica di Venezia fu mandato con Sebastiano Venier alla difesa di Malta che era stata assediata dai turchi. L'anno successivo il cognato, marito della sorella Bianca, Marcantonio Martinengo di Villachiara, fu introdotto a servizio del duca Emanuele Filiberto di Savoia, previa il consenso veneziano, era infatti andato a Venezia «per comperare 3 cavalli turchi et levar 3000 scuti». Fu lo zio Luigi Martinengo duca di Savoia a raccomandarlo: «Stia sicura che sarà da questo giovane ben servito». Il 7 ottobre 1571 partecipò alla battaglia di Lepanto a fianco dei Savoia.

Il 10 novembre 1567 fu mandato a Sant-Denis a combattere contro gli ugonotti a sostegno del re. Come ricompensa al suo ritorno a Torino fu nominato colonnello al comando di 300 cavalieri e 3000 fanti nonché Gentiluomo di Camera, Consigliere di guerra.
(Carte Martinengo Colleoni-Segnatura 16)
Partecipò alla Guerra di Cipro a servizio dei Savoia e il 7 ottobre 1571 alla battaglia di Lepanto. Fu poi autorizzato a tornare al servizio della Repubblica di Venezia per combattere contro i turchi a Corfù dove rimase per alcuni mesi del 1572.

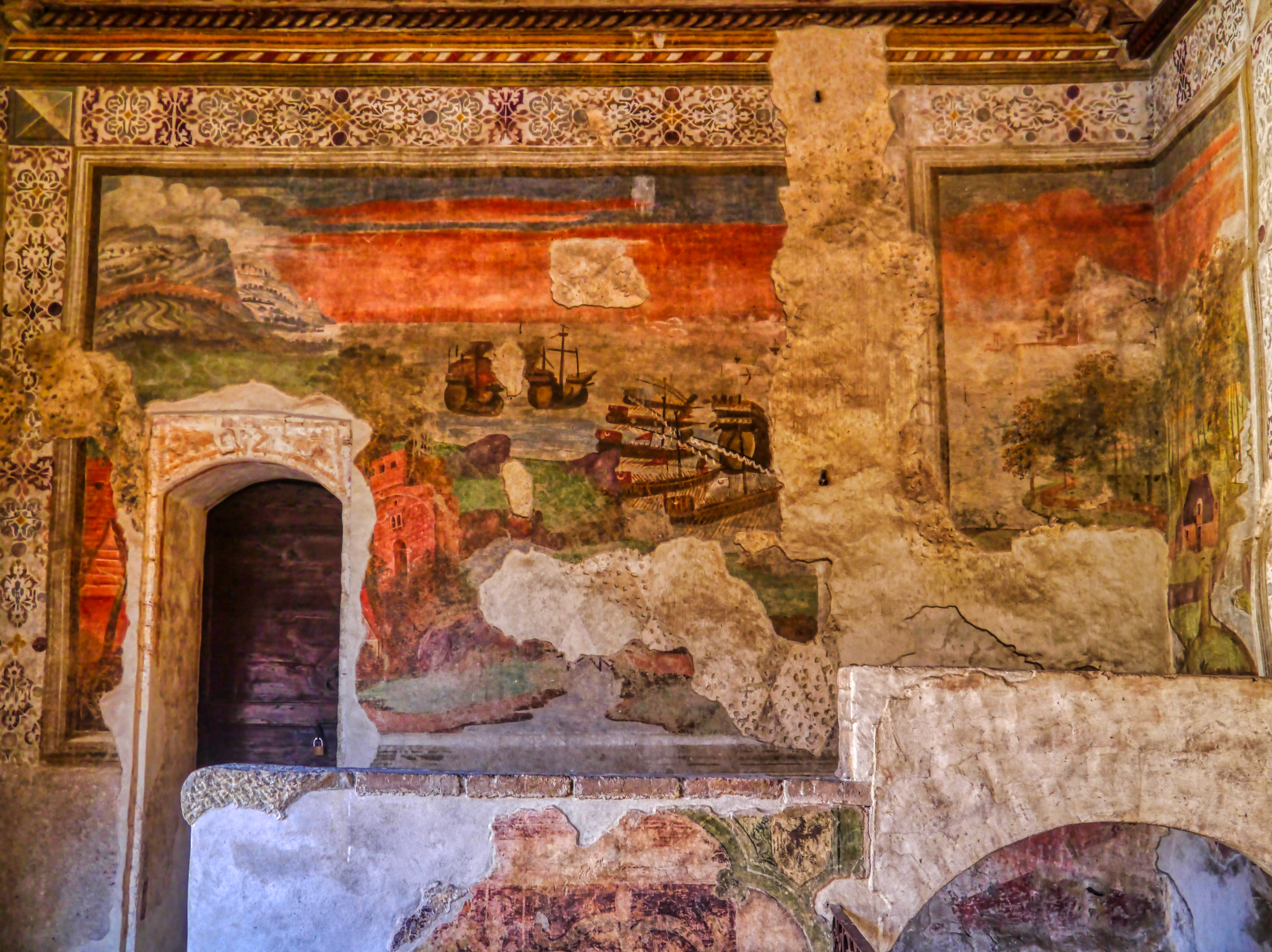
Cavernago Castello di Malpaga- Affresco della battaglia di Lepanto

Occupò il ruolo di generale di cavalleria ducale sostituendo il marchese Filippo I d'Este. Il 12 febbraio 1576 fu insignito del più alto riconoscimento sabaudo da Emanuele Filiberto: il collare dell'Ordine supremo della Santissima Annunziata. La riconoscenza ai suoi servizi proseguì anche con il re Carlo Emanuele I di Savoia. Con il matrimonio con Beatrice Langosco di Stroppiana si legò maggiormente il suo legame con le famiglie patrizie piemontesi. 

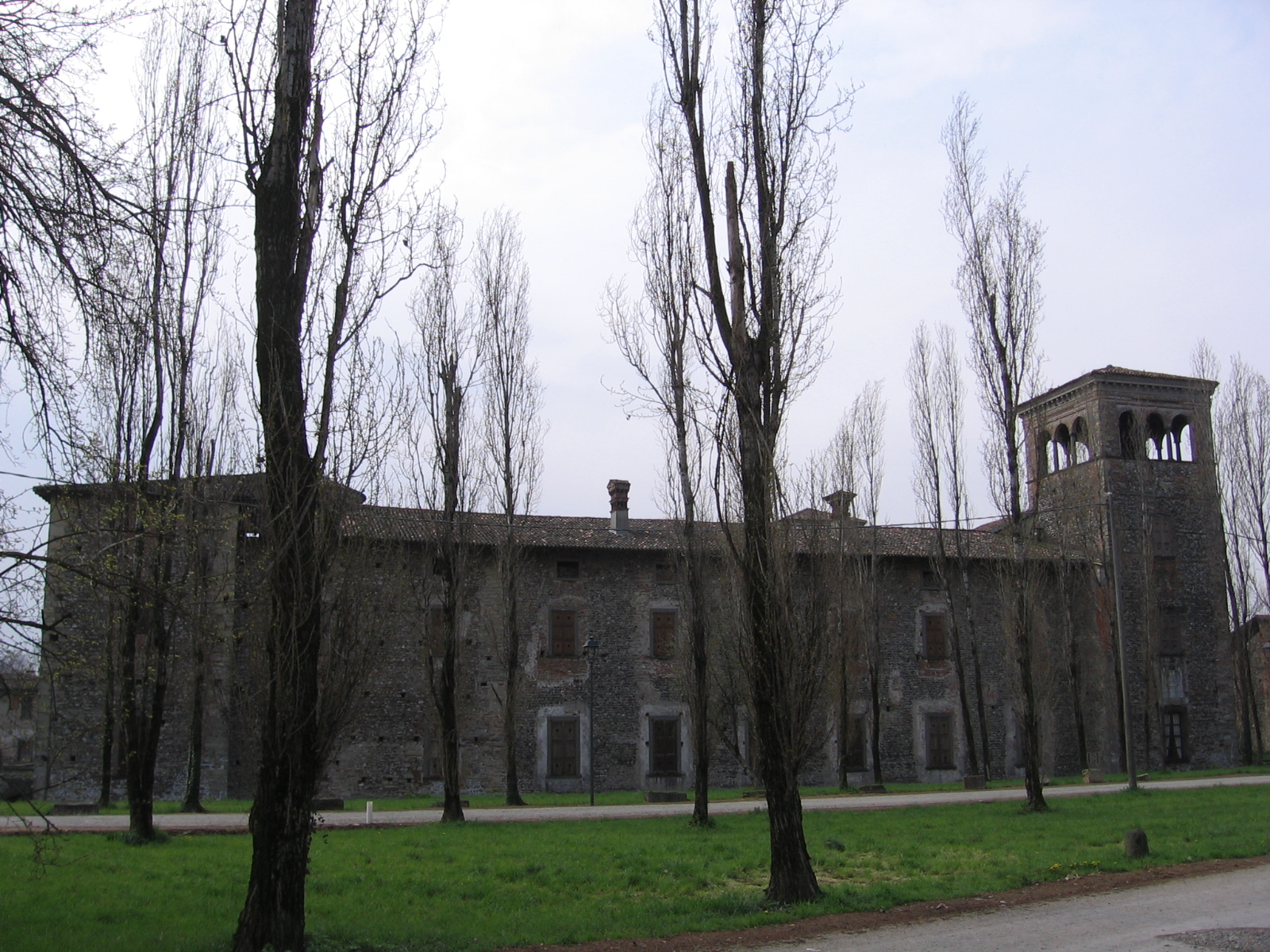
Castello Cavernago vista

Dal 1574 al 1579 fu al servizio come generale in tempo di guerra del principe Carlo di Svezia restando sempre a servizio dei Savoia in tempo di pace, che lo nominarono nel 1578 capitano di cavalleria leggera e nel 1588 capitano generale, nel 1584, fino al 1589 nominato gran scudiere e governatore di Chivasso.
Fu incaricato di accompagnare nel 1585 Carlo Emanuele il giorno del suo matrimonio con l'infante Caterina figlia di Filippo II. La sua vicinanza al duca di Francia si mise in crisi con la sua vicinanza ai Savoia che avevano rafforzato i propri rapporti con gli asburgo, egli infatti malgrado gli ottimi rapporti non aveva mai voluto ottenere una rendita vitalizia, cosa che lo lasciava libero.
Combatté per il duca Savoia nel 1588-1598 nella guerra per il marchesato di Saluzzo e sempre, nel 1588, contro i francesi per la riconquista di Revello e Centallo. Sempre per il duca nel 1589 raggiunse il lago di Ginevra con il suo esercito e a Thonon-les-Bais fu ferito a una gamba, ferita che lo infastidì per molti anni. Nel 1590 fu insignito del titolo di maestro della cavalleria leggera e due anni dopo maestro generale di tutta la cavalleria. Partecipò alla conquista di Barcelonnette dove si distinse per le sue capacità nella conquista di molte località conquistando la regione della Provenza. Nella battaglia dell'aprile del 1591 per la conquista di Esparron fece ritorno all'accampamento riportando, sia lui che il suo cavallo, molte ferite rischiando d'essere fatto prigioniero. Durante l'assedio al castello di Berre les Alpes si prodigò a prestare il suo servizio anche come tramite perché si potesse raggiungere un accordo alla resa così che non ci fosse un inutile dispendio di forza umana. Dopo aver accompagnato il duca nell'ingresso trionfale a Aix-en-Provence fece ritorno al castello di Malpaga per un periodo di riposo.
Fece poi il suo ritorno sul fronte francese dove riconquistò il forte di Exilles riconquistato dal comandante François de Bonne de Lesdiguières. Per le sue qualità militari la repubblica veneziana lo rivoleva al suo servizio e chiese ai Savoia di lasciarlo libero da ogni incarico, ma fu proprio Francesco a non voler lasciare il duca Carlo Emanuele in un momento di così difficile instabilità. Dopo il suo ritorno da Roma dove era stato inviato in qualità di ambasciatore, riprese gli incarichi militari con a fianco il nipote Giovanni Estore. Il 18 gennaio 1598 lasciò gli incarichi militari con i Savoia, anche perché non era favorevole alla guerra che la Francia voleva intraprendere contro la Spagna, per tornare al servizio della repubblica veneziana che lo nominò capitalo generale della cavalleria leggera. Aveva la capacità militare lo portò a essere esperto di conquiste e difesa dei centri fortificati, tanto da essere chiamato anche dai Gonzaga a controllare le fortificazioni del Monferrato, e nei primi anni del XVII secolo fu incaricato dalla Repubblica veneziana di controllare tutti i castelli di Bergamo, Orzinuovi, Crema e Brescia.
Malgrado la sua avanzata età combatté poi nella guerra di Gradisca volendo al suo fianco i figli Gaspare e Gherardo nonché il nipote. Ottenne il comando generale dell'esercito dopo la morte di Pompeo Giustiniani.

### Cariche politiche
Le sue capacità non furono solo militari, infatti nel 1584 fu nominato governatore di Chivasso. Quando fu nominato in Provenza luogotenente generale nel 1592 ebbe anche incarichi governativi, potrebbe anche nel 1604 essere nominato governatore di Bergamo. Ebbe anche incarichi diplomatici, sia per i Savoia quando fu mandato nel 1594 da papa Clemente VIII in qualità di ambasciatore, e nel 1595 in Francia a cercare un inutile accordo con re Enrico IV.